# Kholodny (oblast de Magadan)
Kholodny (en russe : Холодный) est une commune urbaine russe du raïon de Soussouman de l'oblast de Magadan, dans la région extrême-orientale de la Kolyma. Sa population s'élevait à 636 habitants en 2023.

## Géographie
La commune de Kholodny se situe dans l'oblast de Magadan, un oblast de la Sibérie du nord-est, en Russie extrême-orientale. La localité fait partie de la région de la Kolyma, et du district fédéral d'Extrême-Orient. Elle se trouve dans le raïon de Soussouman, une subdivision de l'oblast.  
Kholodny, comme tout l'oblast de Magadan, se trouve dans le fuseau horaire MSK+8 (heure de Magadan). Le décalage horaire appliqué par rapport au temps universel coordonné est +10:00.

## Démographie
Recensements (*) et estimations de la population :
| 1970* | 1979* | 1989* | 2002 * |
| ----- | ----- | ----- | ------ |
| 1 181 | 1 411 | 1 826 | 1 344  |

| 2010* | 2021* | 2023 | - |
| ----- | ----- | ---- | - |
| 1 062 | 651   | 636  | - |